# Todor Gochev
Todor Gochev (Bulgarian: Тодор Гочев; sinh 15 tháng 4 năm 1993) là một cầu thủ bóng đá Bulgaria thi đấu ở vị trí hậu vệ cho Vitosha Bistritsa.

## Sự nghiệp

### Vitosha Bistritsa
Ngày 9 tháng 7 năm 2017 Popov ký hợp đồng với câu lạc bộ Bulgarian First League Vitosha Bistritsa. Anh ra mắt cho đội bóng ngày 22 tháng 7 năm 2017 trong trận đấu trước đội bóng mới ra mắt First League - Etar Veliko Tarnovo.